# Geely Binyue
Geely Binyue / Coolray (кит. 吉利缤越, пиньинь Jílì Bīnyuè) — кроссовер китайского автоконцерна Geely Automobile, находящийся в производстве с 22 августа 2018 года.

## История
Впервые автомобиль Geely Binyue был представлен 22 августа 2018 года под индексом SX11. Это был первый кроссовер, произведённый на платформе Geely BMA. Спортивные варианты Binyue 260T обозначаются Geely Sport, тогда как базовые варианты обозначаются Geely Earth.
Существует также гибридный автомобиль Geely Binyue PHEV, производящийся на Филиппинах.
На белорусском и российском рынке автомобиль продавался под названием Geely Coolray, а с 2023 года под названием BELGEE X50. Автомобиль оснащается 1.5-литровым трёхцилиндровым двигателем 3G15TD мощностью 177 л.с. (для продажи на территории России двигатель дефорсирован до 150 л.с.) и 7‑ркпп 7DCT330.

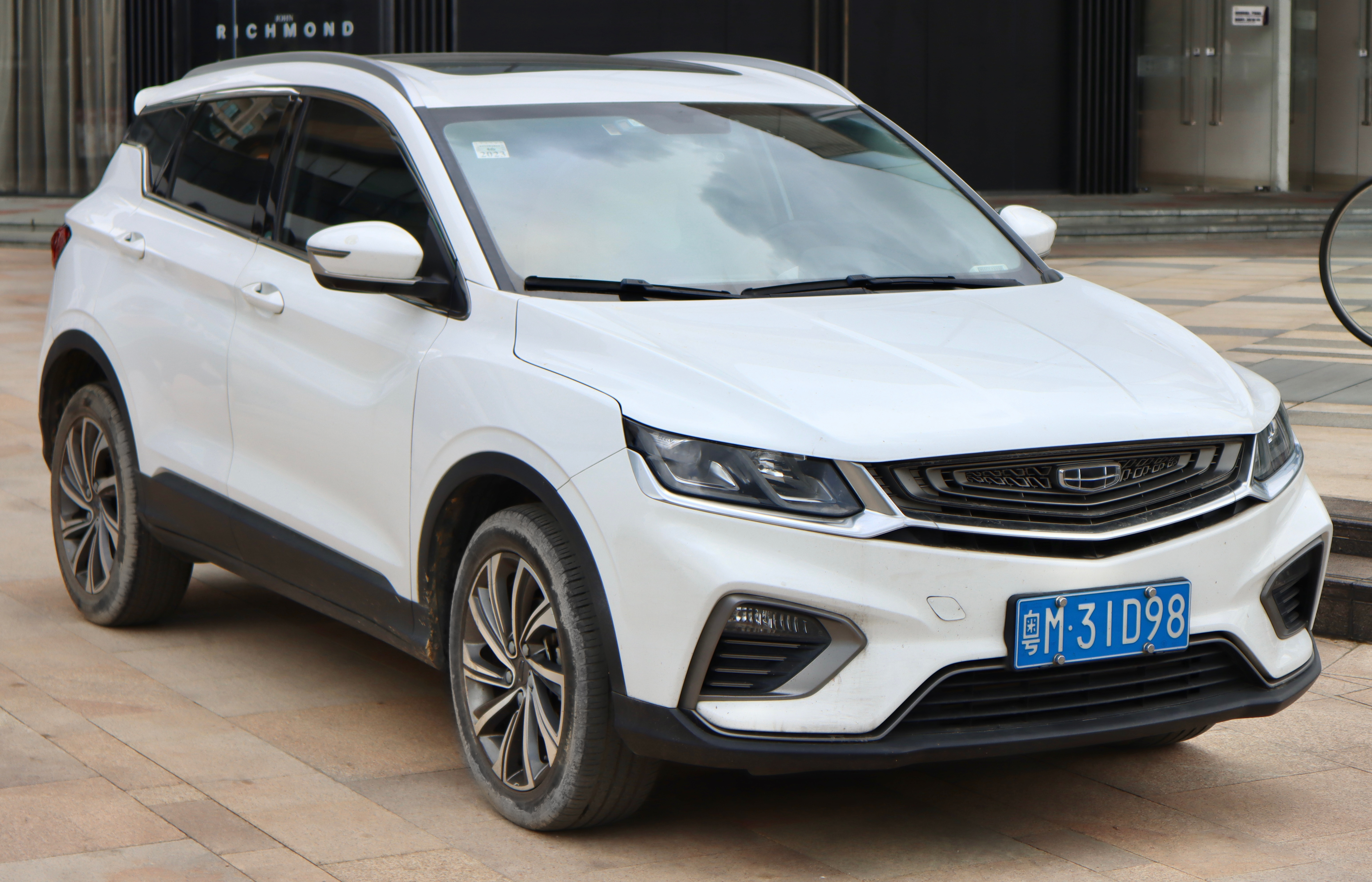
Geely Coolray вид спереди
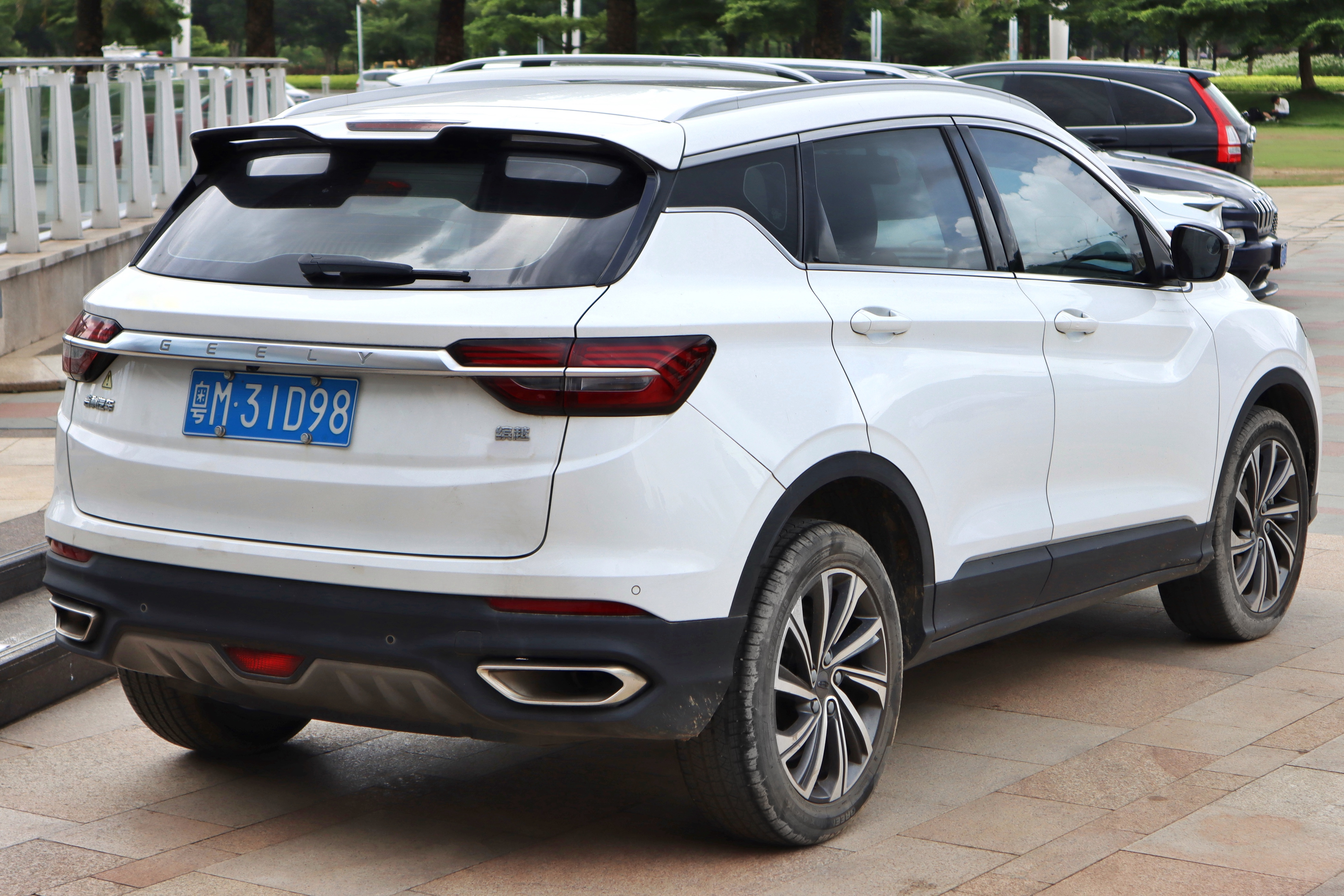
Geely Coolray вид сзади

### Первый рестайлинг
Крупное обновление Binyue было представлено в 2022 году как Binyue Cool. Дизайн переработан в соответствии с языком дизайна «Vision Starburst», а обновленный дизайн передней и задней частей добавляет к длине автомобиля 50 мм. Силовой агрегат представляет собой 1,5-литровый турбированный рядный 4-цилиндровый двигатель, развивающий максимальную мощность 181 л.с. в паре с 7-ступенчатой трансмиссией с двойным сцеплением мокрого типа .
Рестайлинговая версия также представлена на рынкак Беларуси и России под названием Geely Coolray. Оснащается 1.5-литровым четырёхцилинровым двигателем BHE15-EFZ мощностью 174 л.с. (для продажи на территории России двигатель дефорсирован до 147 л.с.)  и 7‑ркпп 7 DCT300.

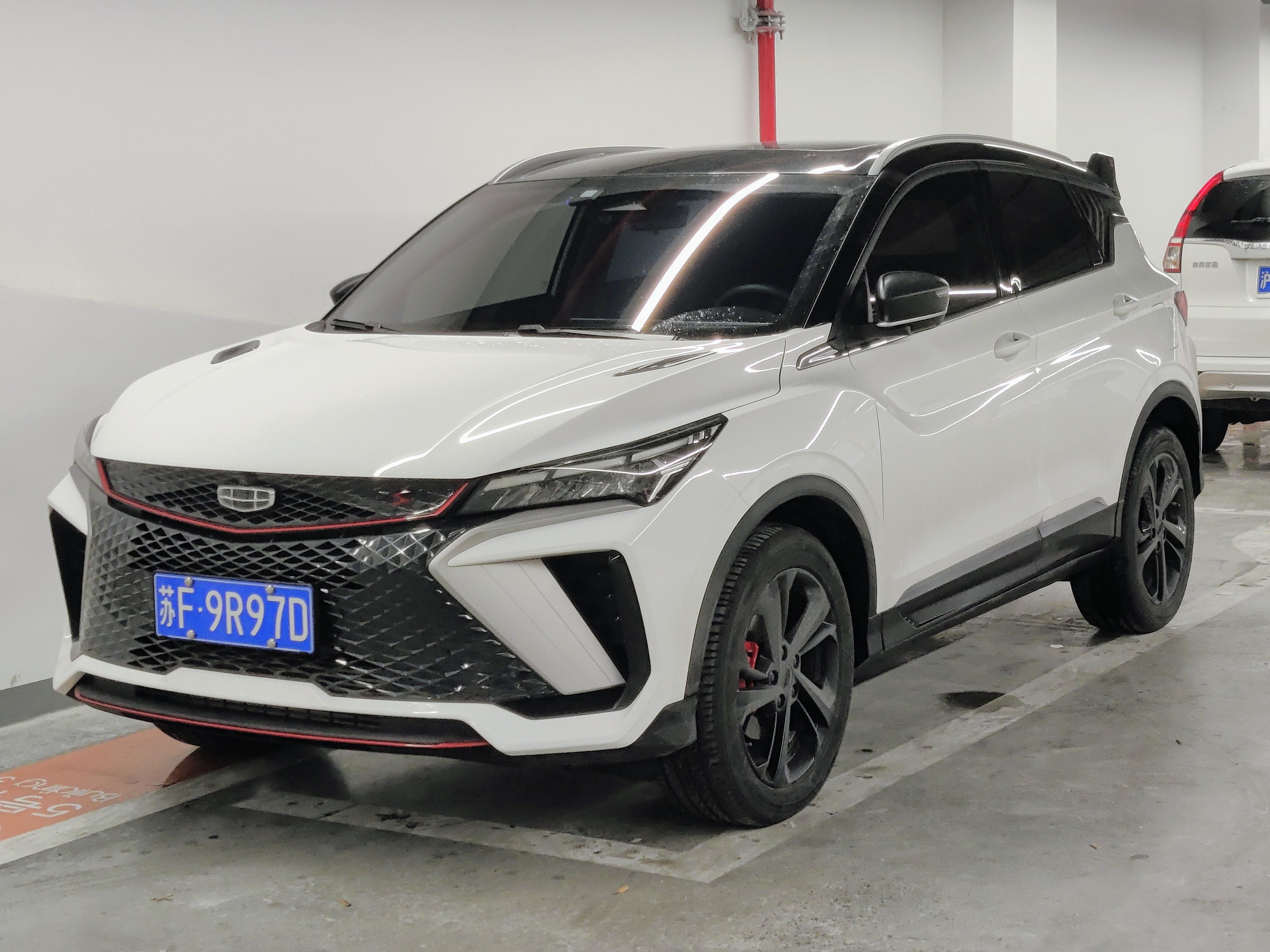
Geely Coolray рестайлинг вид спереди
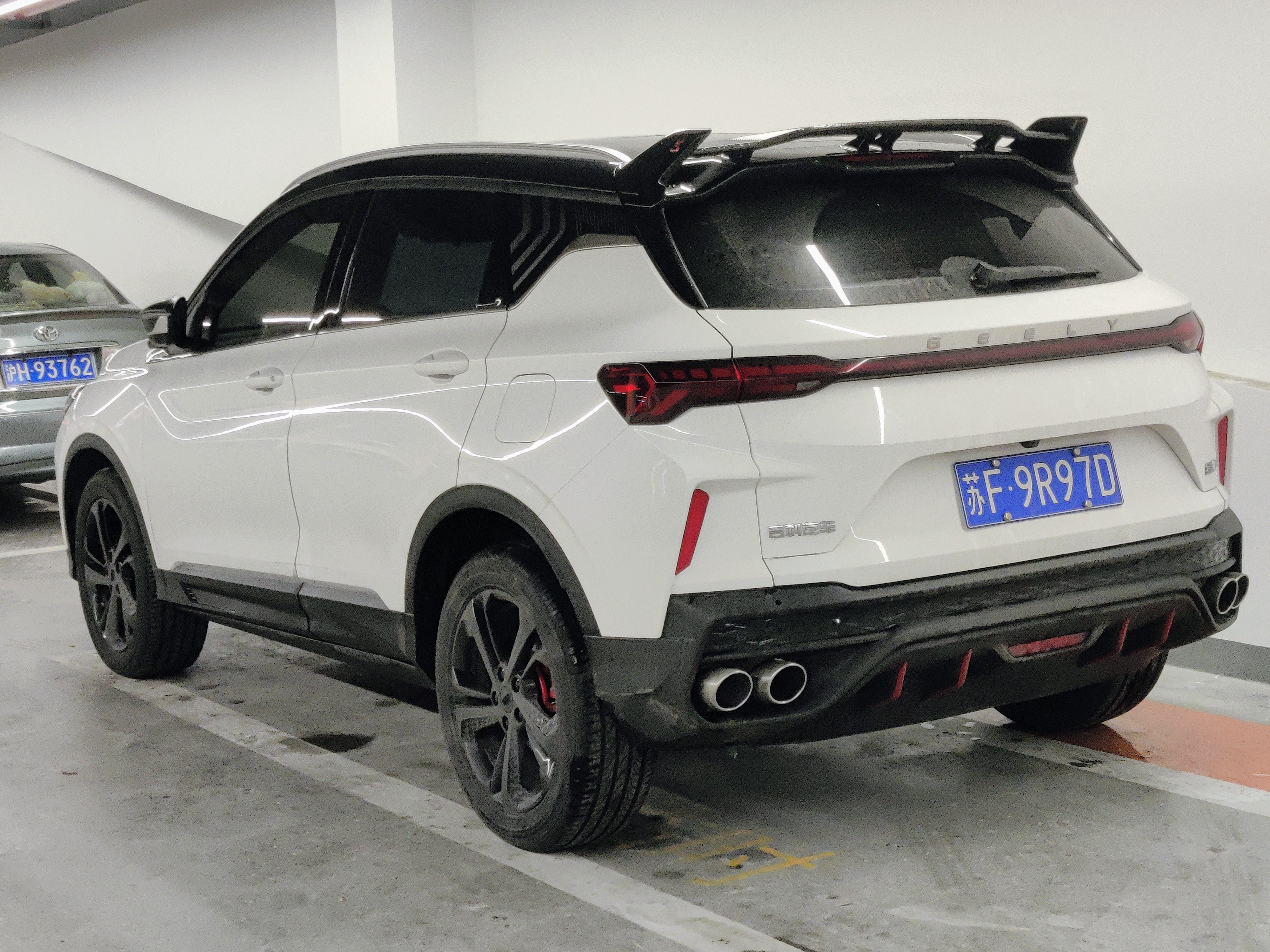
Geely Coolray рестайлинг вид сзади

### Второй рестайлинг
Обновленный вариант кроссовера под названием Binyue L вышел на рынок Китая в ноябре 2024 года.
От предыдущей версии паркетник отличиается прежде всего оформлением передней части: радиаторная решетка разделена надвое, причем ее нижняя часть имеет горизонтальные плашки в стиле премиального кроссовера Exeed TXL от Chery. Кроме того, у L-версии новый задний бампер и другой спойлер.
Внутри L-версии установили отдельные экраны приборки и мультимедиа,: приборный, диагональю 8,8 дюйма и 14,6 дюймовый центральный планшет. Мультимедиа работает на операционной системе Flyme Auto.

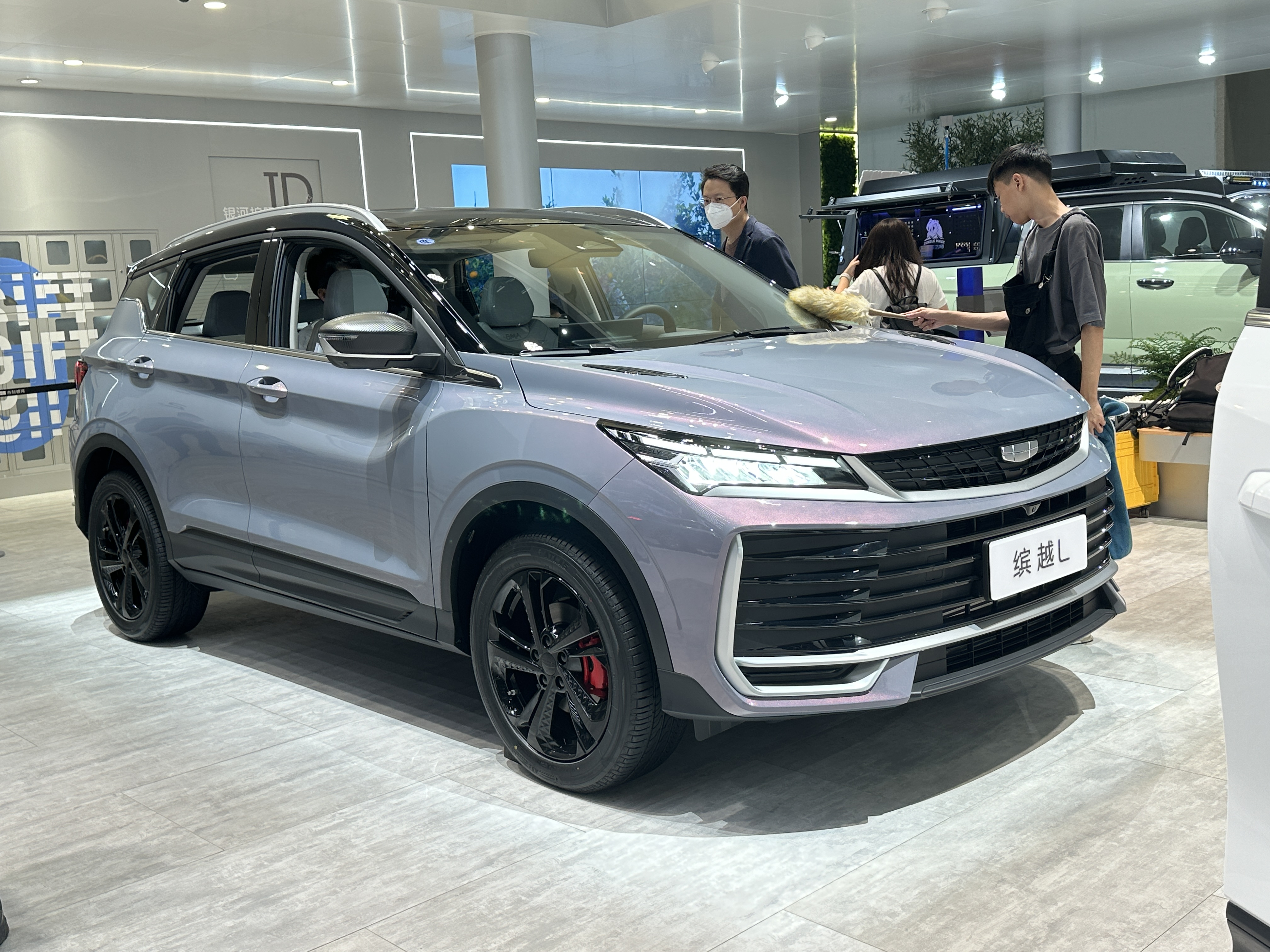
Geely Binyue L спереди
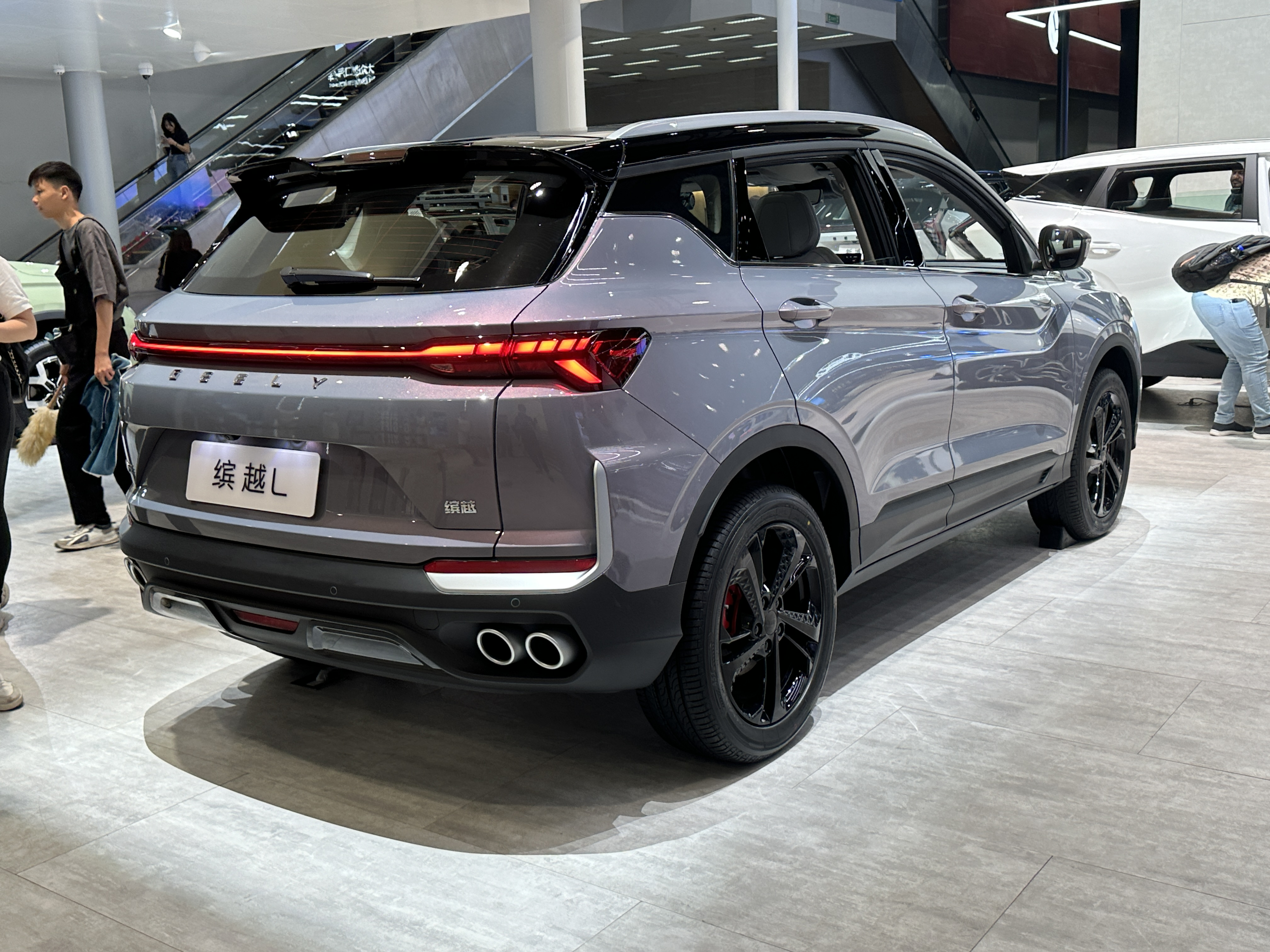
Geely Binyue L сзади

## Производство вМалайзии
В Малайзии автомобиль производится с 27 октября 2020 года под названием Proton X50. Это был второй кроссовер, после Proton X70.

## Производство наФилиппинах
На Филиппинах автомобиль производится с 25 сентября 2019 года под названием Geely Coolray.

## Производство вБеларуси
В Беларуси автомобиль производится с 27 февраля 2020 года заводом БЕЛДЖИ — совместным белорусско-китайским предприятием.
С 2023 года дорестайлинговая версия автомобиля производится под названием BELGEE X50.

## Продажи
За 2018—2020 год продано 287034 автомобиля Geely Binyue.
| Год  | Продано |
| ---- | ------- |
| 2018 | 23361   |
| 2019 | 137528  |
| 2020 | 126145  |

## Продажи в России как Geely Coolray
| Год  | Продажи |
| 2023 | 38 220  |
| 2024 | 25 455  |

## Продажи в России какBelgeeX50
| Год  | Продажи |
| 2024 | 30 632  |

## Галерея

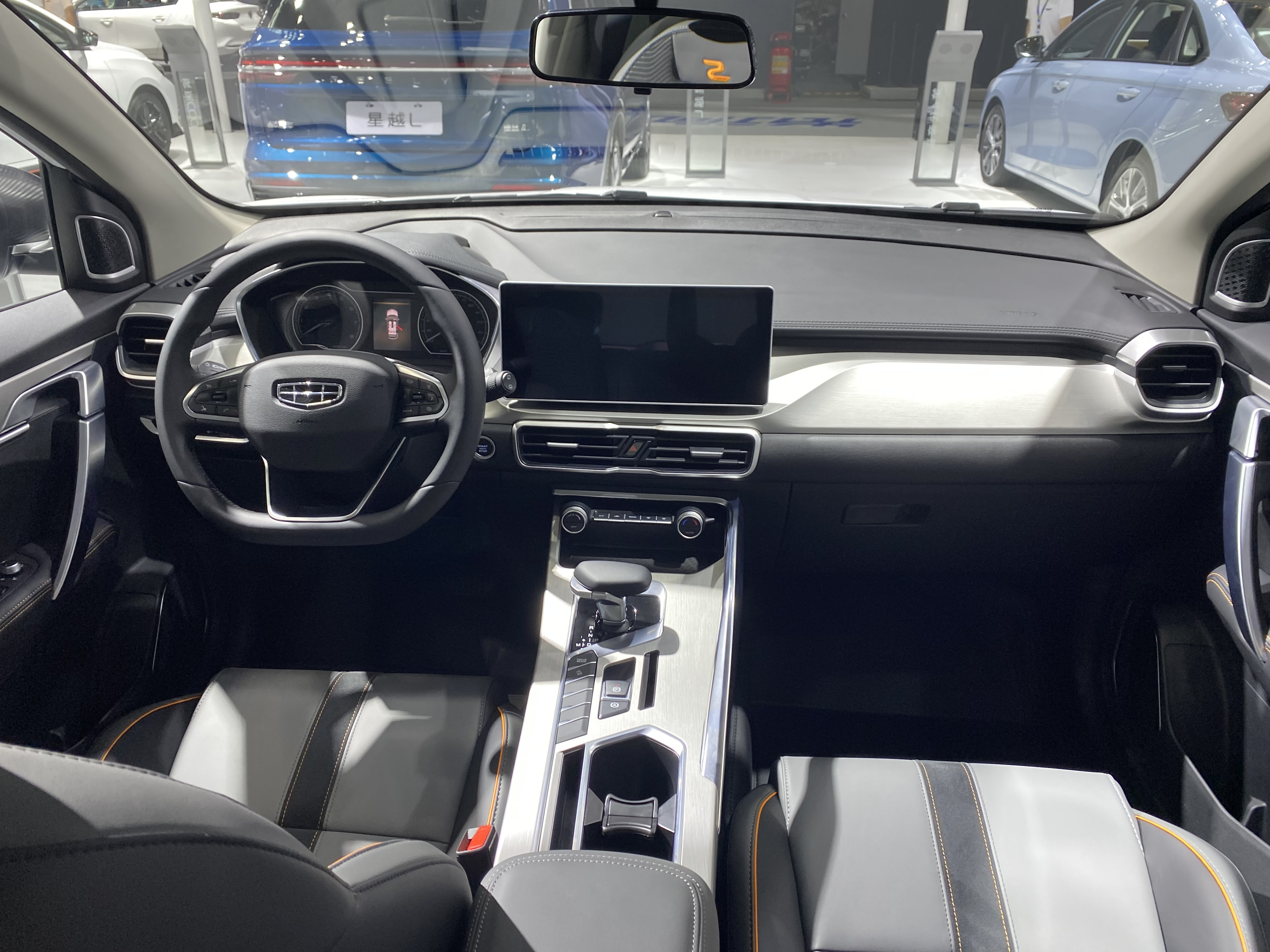
Интерьер
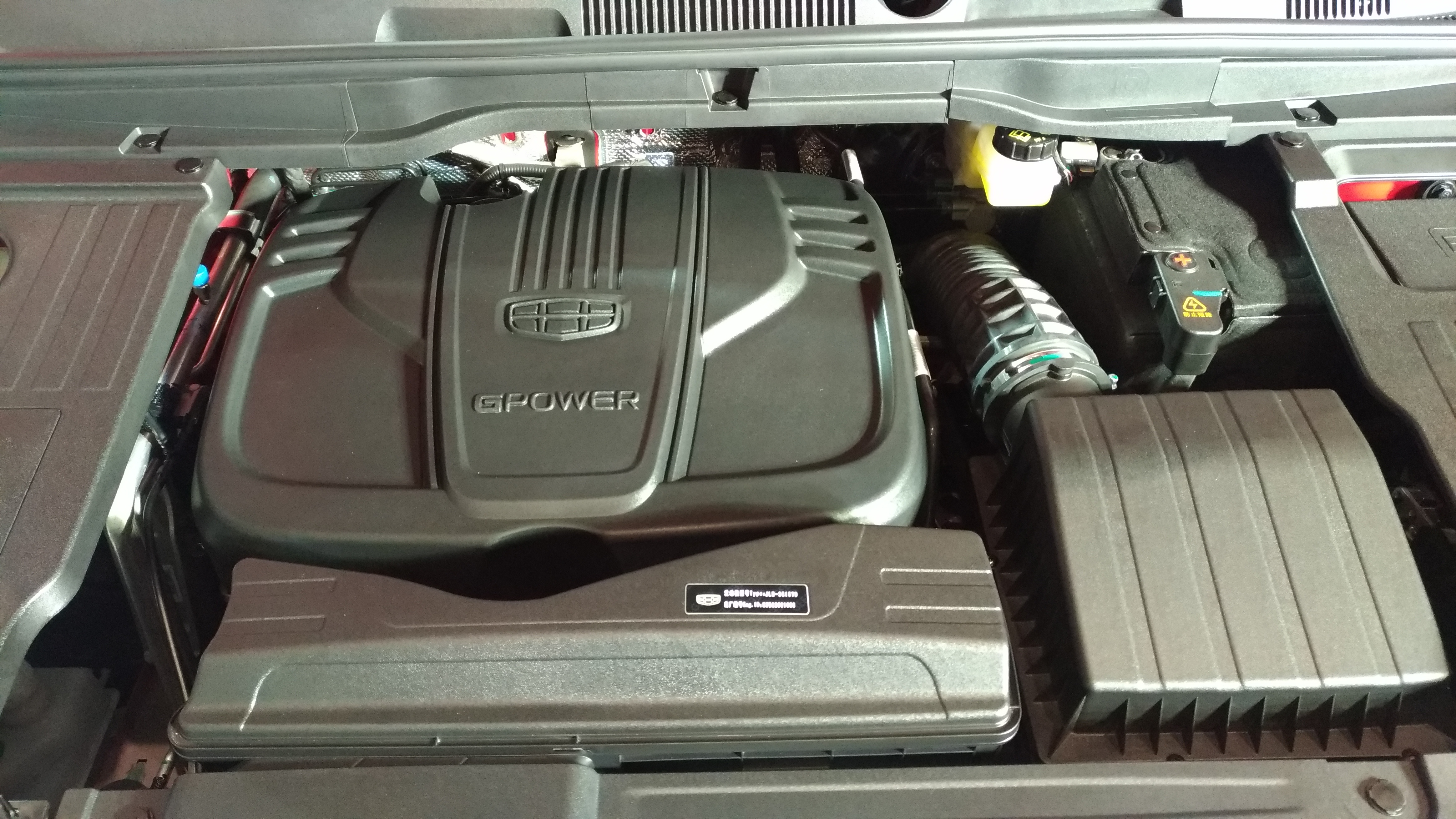
Моторный отсек
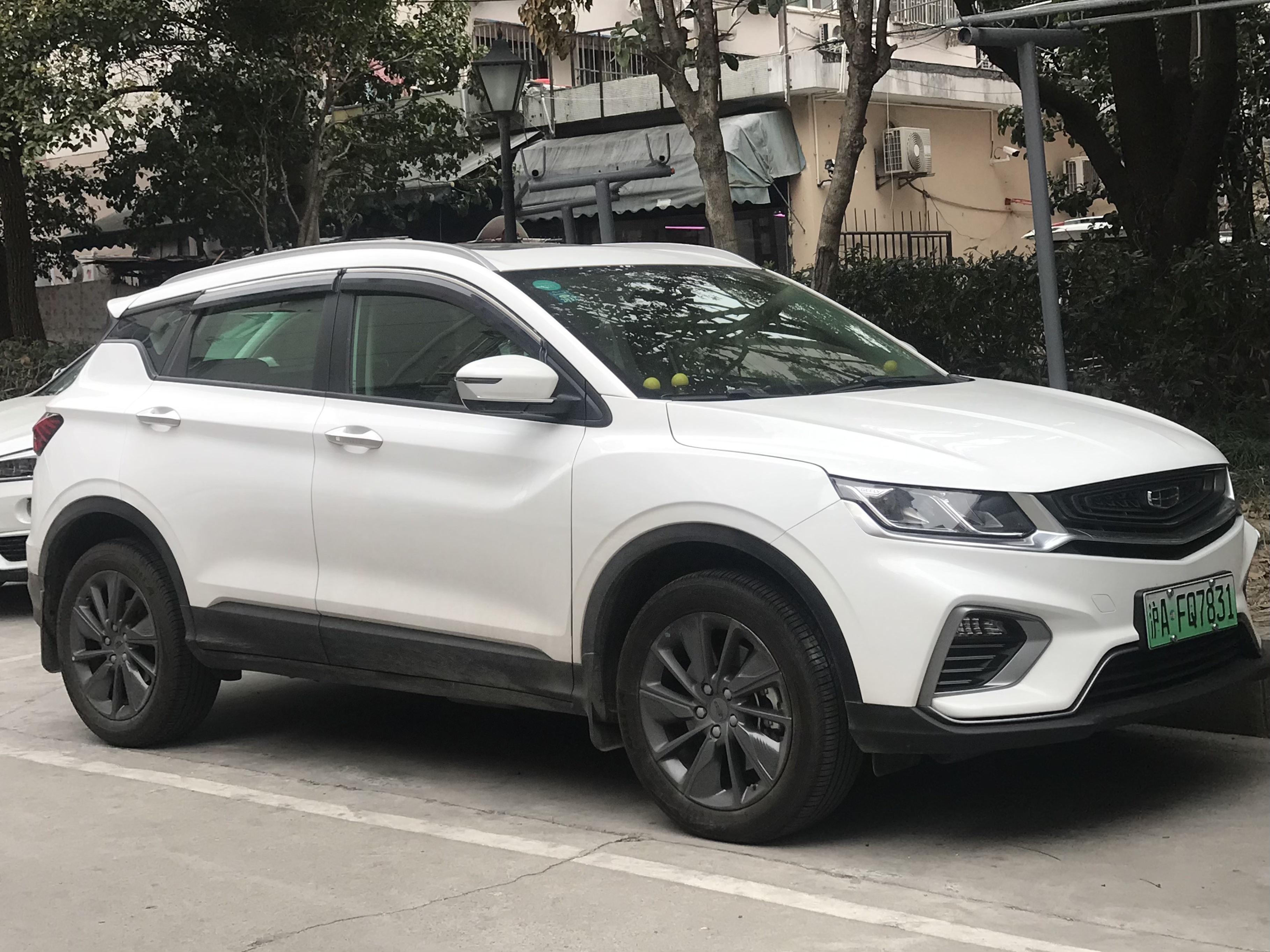
Geely Binyue PHEV спереди
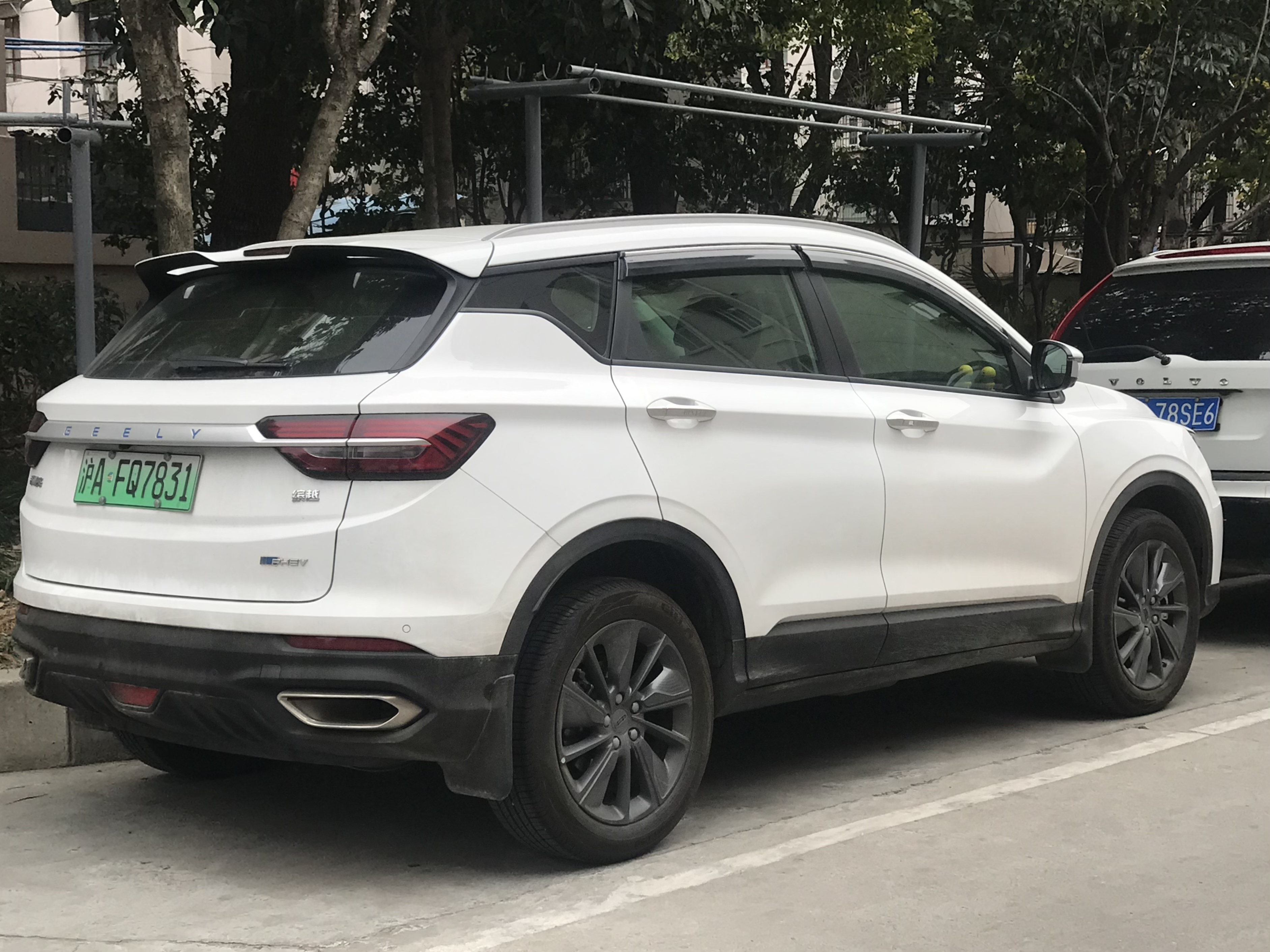
Geely Binyue PHEV сзади
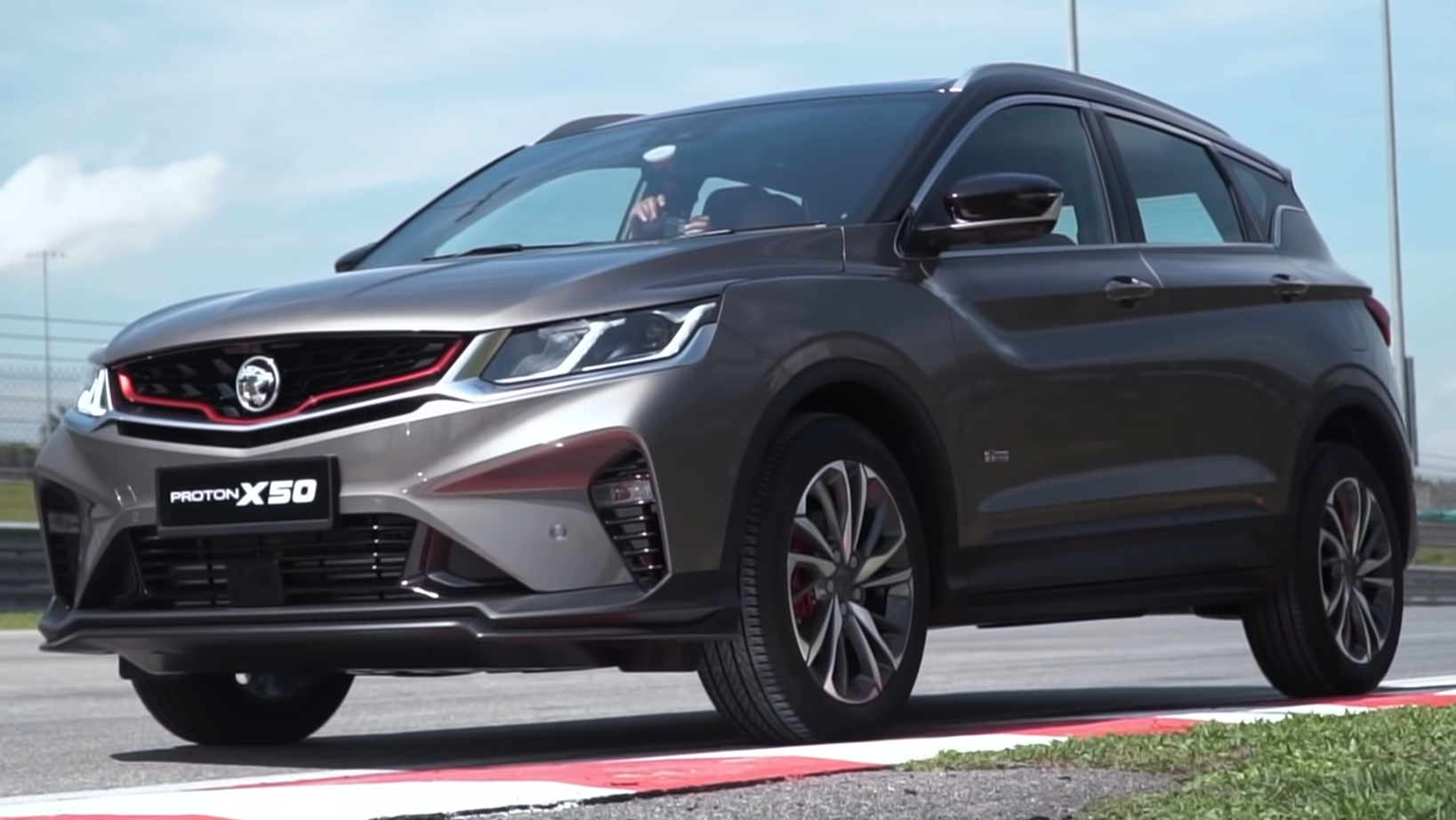
Proton X50 спереди
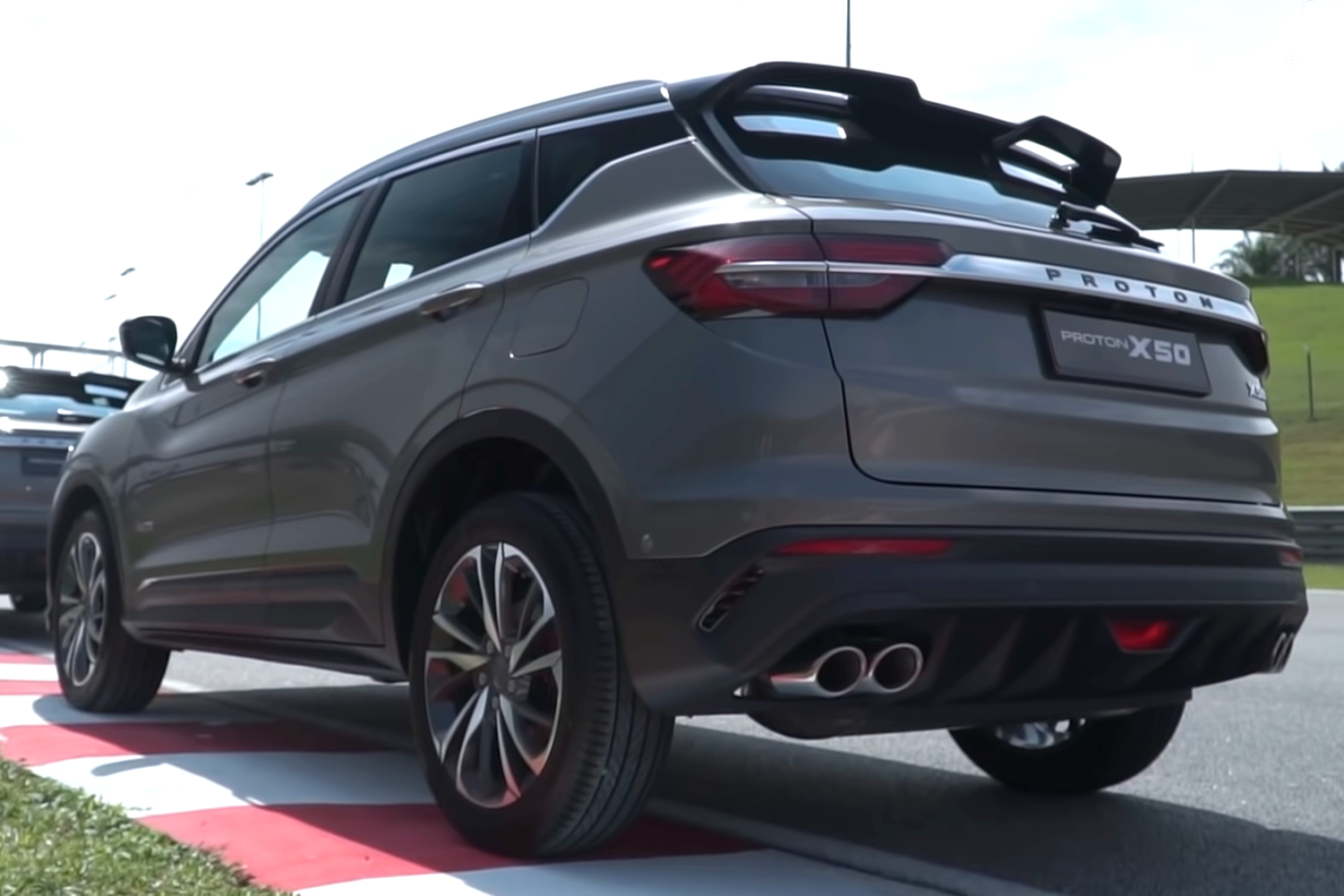
Proton X50 сзади
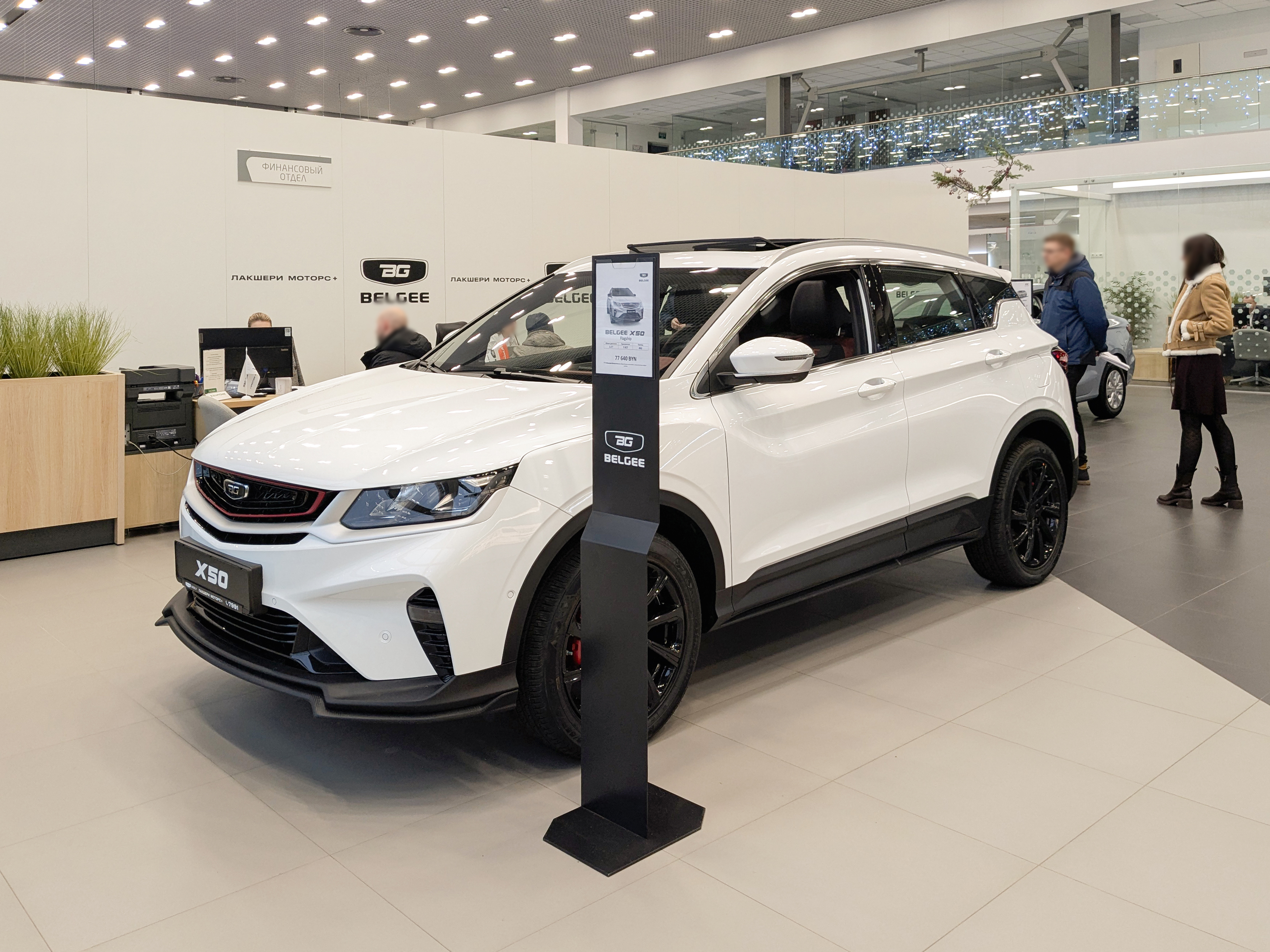
BELGEE X50 спереди
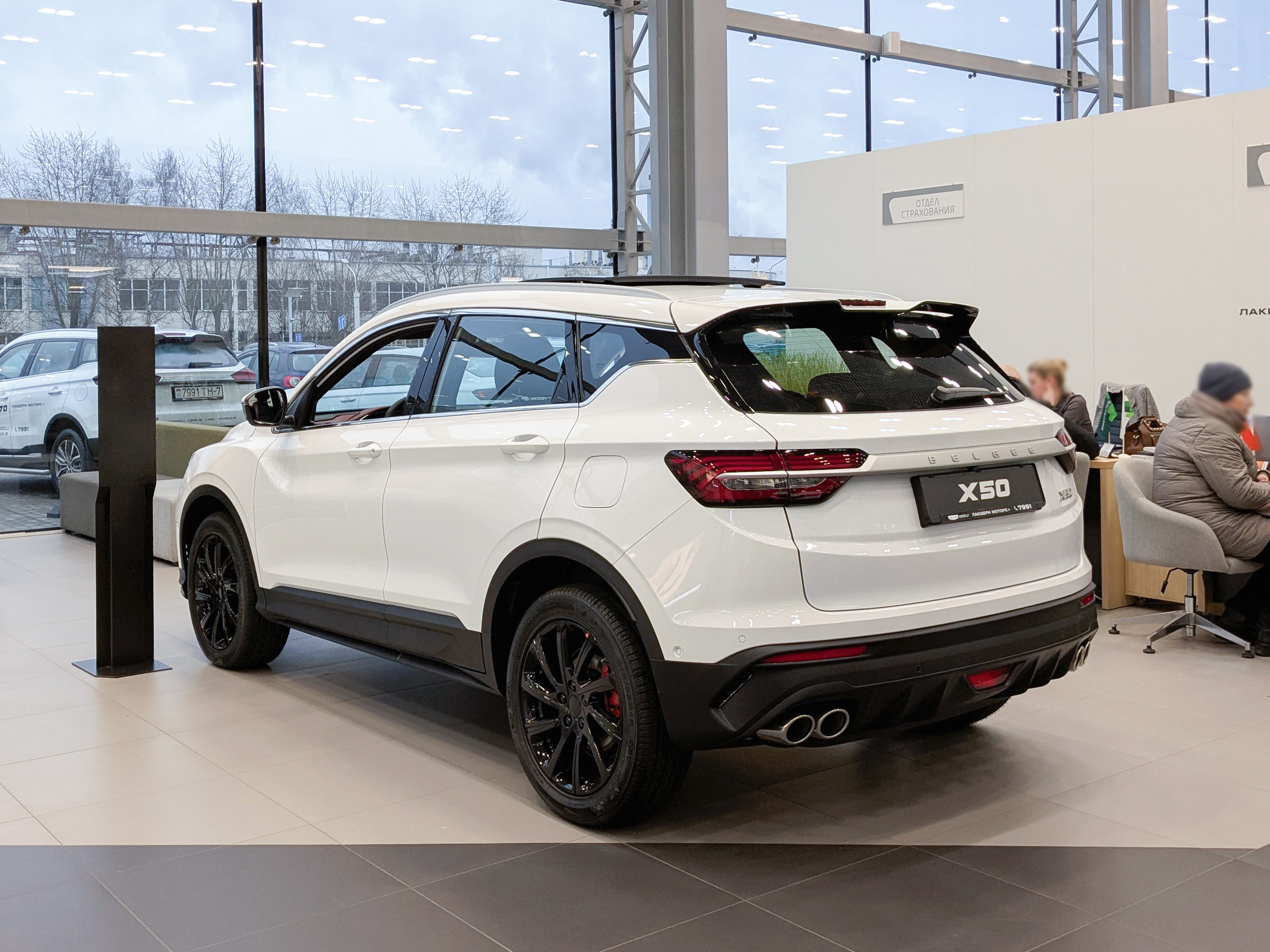
BELGEE X50 сзади